# Casablanca-Settat
Die Region Casablanca-Settat (arabisch الدار البيضاء الكبرى - سطات, marokkanisches Tamazight ⴷⴷⴰⵔ ⵍⴱⵉⴹⴰ -ⵚⵟⵟⴰⵜ Ddaar Lbiḍa‑Ṣṭṭat) ist eine der – nach einer Verwaltungsreform im Jahr 2015 neuentstandenen – zwölf Regionen Marokkos und erstreckt sich im Westen des Königreichs. Der Name der Region leitet sich ab von den Städten Casablanca und Settat. Die Hauptstadt der Region ist die Stadt Casablanca.

## Bevölkerung
In der gesamten Region Casablanca-Settat leben etwa 6,861 Millionen Menschen arabischer und berberischer Abstammung auf einer Fläche von rund 20.000 km². Etwa 1,811 Millionen Menschen leben in ländlichen Gebieten (communes rurales), rund 5,050 Millionen Personen leben in Städten (municipalités).

## Provinzen
Die Region besteht aus folgenden Präfekturen und Provinzen, deren Hauptstädte oft denselben Namen tragen:
- Präfektur Casablanca
- Präfektur Mohammedia
- Provinz El Jadida
- Provinz Nouaceur
- Provinz Médiouna
- Provinz Benslimane
- Provinz Berrechid
- Provinz Settat
- Provinz Sidi Bennour